# Svenska Missionsförbundets sångbok (1920)
Flera upplagor av sångboken hittas på Svenska Missionsförbundets sångbok
Svenska Missionsförbundets sångbok gavs ut 1920 på eget förlag och i en ny omarbetad version, som psalmbok för Svenska Missionsförbundet. 
Arbetet med omarbetningen hade pågått sen 1910, då förbundet började förhandla med Evangeliska Fosterlandsstiftelsen om att köpa nyttjanderätten till deras sånger. Vad man mest saknat var äldre, kärnfriska sånger av stor skönhet och kraft samt ungdomssånger. Denna nya sångbok innehåller därför sånger ur den nämnda källan, kända psalmer ur 1819 års Psalmbok, flera andra sångsamlingar och åtskilliga nya sånger. Man ansåg sig också medta åtskilliga sånger, som både till form och innehåll synts kommitterade svaga... men äro sjungna och högt älskade. Erik Nyström som sammanställde förbundets förra Svenska Missionsförbundets sångbok 1894 är representerad även i denna helt omarbetade version, med ett stort antal originaltexter och många översatta sångtexter.
Totalt innehåller sångboken 782 numrerade sångtexter indelade i tio övergripande avsnitt I-X. Sångboken innehåller både vers- och författarregister.

## I.Gud.

### A. Guds härlighet.
- 1 Vår Gud är oss en väldig borg Finns på Wikisource.
- 2 Höga majestät Finns på Wikisource.
- 3 Allena Gud i himmelrik Finns på Wikisource.
- 4 Vår Gud är stor Finns på Wikisource.
- 5 Pris ske dig, Herre
- 6 Herre Gud, i himlens salar av W. Richard Mant översatt av Erik Nyström
- 7 Dig skall min själ sitt offer bära Finns på Wikisource.
- 8 O du, som skapat jord och himmel av David Nyvall
- 9 Var är den Vän, som överallt jag söker Finns på Wikisource.
- 10 Helig, helig, helig, Herre Gud allsmäktig
- 11 Tacken konungarnas Konung Finns på Wikisource.
- 12 O du Guds kärlek underbar Finns på Wikisource.
- 13 Herre, allsmäktig Gud
- 14 Dig allena vare ära Finns på Wikisource.
- 15 O Gud, din makt oändlig är av Nils Frykman

### B. Skapelsen.
- 16 O store Gud
- 17 Naturens bok med öppna blad av Isaac Watts översatt av Erik Nyström
- 18 Vem gjorde skyn så klar och blå Finns på Wikisource.
- 19 Kommen för Herren av Paul Nilsson
- 20 Herren, vår Gud, är en konung Finns på Wikisource. → Musik
- 21 Allt mänskosläktet av ett blod
- 22 Upp, min själ, din konung lova av Henry Francis Lyte översatt av Erik Nyström
- 23 Upp, alla verk, som Gud har gjort Finns på Wikisource.
- 24 Du, Herrens folk, stå upp och sjung av Isaac Watts översatt av Johan Petrus Norberg

### C. Guds faderliga vård.
- 25 På Gud, och ej på eget råd
- 26 Du ömma fadershjärta
- 27 Jag kan icke räkna dem alla och
- 28 Du Herre kär bearbetad text av Johan Petrus Norberg
- 29 Misströstande sörj ej för livet! Haquin Spegel
- 30 Låt Gud regera dina dagar alla av Anders Gustaf Lindqvist
- 31 Han leder mig - vad himmelsk tröst av Philip Paul Bliss översatt av Erik Nyström
- 32 Herrens vägar äro alla av Nils Frykman
- 33 Gud sina barn med vishet leder av Benjamin Schmolck översatt av Olof Kolmodin den äldre Finns på Wikisource.
- 34 Jag hör en sång från höjden av Carl Boberg
- 35 Jag har Gud, och jag har nog av Olof Kolmodin den äldre
- 36 Befall i Herrens händer Finns på Wikisource.
- 37 Jag lyfter mina ögon upp till bergen
- 38 Herren hjälper, sjöng kung David av Carl Boberg
- 39 Min omsorg, Herre, vare den Finns på Wikisource.
- 40 Trötte pilgrim, som från jorden
- 41 O Gud, min borg, mitt fäste av Jonas Fredrik Lundgren
- 42 När omkring mig livet stormar av Mary Elisabeth Servoss översatt av Erik Nyström
- 43 Din Gud är när av Elsa Dionysia Borg
- 44 Kväll eller morgon, varje stund av Johan Ludvig Runeberg Finns på Wikisource.
- 45 På dig jag hoppas, Herre kär av Adam Reusner översatt av Johan Olof Wallin Finns på Wikisource.
- 46 Mina dagar Herren Gud av Carl Boberg
- 47 Som fåglar små av J Major
- 48 Ser du Daniel som faller neder Finns på Wikisource.

## II.Guds uppenbarelse i Jesus Kristus.

### A. Jesu person.
- 49 O du ärans konung Finns på Wikisource.
- 50 Högtlovat vare Jesu namn! av Edward Perronet översatt av Erik Nyström
- 51 Stäm in i änglars kor av James Allen eventuellt bearbetad av Dowling
- 52 Dig vare pris och ära av Teodulf av Orléans till engelskan av John Mason Neale översatt till svenska av Erik Nyström
- 53 Skönaste Jesus, konung över alla från tyskan översatt av Erik Nyström
- 54 När världens hopp förtvinat av Samuel Johan Hedborn
- 55 Vänligt över jorden glänser
- 56 O vilket ljuvligt majestät av Samuel Stennet översatt av Erik Nyström
- 57 Jag sjunger helst om Jesus av Fanny Crosby översatt av Erik Nyström
- 58 Jag har en vän, så huld, så mild av Gustaf Palmquist bearbetad av Carl Olof Rosenius
- 59 Jag har en vän, som älskar mig Finns på Wikisource.
- 60 Jag har en vän, som aldrig sviker av Benjamin Schmolck översatt av Bernhard Wadström
- 61 Min vän är min, och jag är hans av Fredrik Engelke Finns på Wikisource.
- 62 Var finnes Jesu like
- 63 Det är en ros utsprungen Finns på Wikisource.
- 64 Den skönaste ros har jag funnit av Hans Adolf Brorson översatt av Johan Michael Lindblad
- 65 Jag nu den pärlan funnit har av John Mason översatt av Theodor Hamberg Finns på Wikisource.
- 66 Du Libanons lilja, du Israels ros av Erik Nyström
- 67 Ädla vinträd, Jesu Kriste av Karl J. Palmberg
- 68 Du sanna vinträd, Jesus kär
- 69 O Jesus, du står på förklaringens berg av August Bohman
- 70 Herre, här är gott att vara av Arthur Penrhyn Stanley översatt av Erik Nyström
- 71 Vi sökte väl ro Finns på Wikisource.
- 72 När ett vänligt solsken sprider Finns på Wikisource.

### B. Jesu födelse.
- 73 Hosianna, Davids son Finns på Wikisource.
- 74 Bereden väg för Herran Finns på Wikisource.
- 75 Gläd dig, du Kristi brud Finns på Wikisource.
- 76 Det susar genom livets strid
- 77 Gör porten hög, gör dörren bred Finns på Wikisource.
- 78 Jerusalem, häv upp din röst Finns på Wikisource.
- 79 Gå, Sion, din konung att möta Finns på Wikisource.
- 80 Upp, Sion, upp, brist ut och sjung av Joël Blomqvist
- 81 Hell dig, du härliga julafton klara av Charlotte Cecilia af Tibell
- 82 Var hälsad, sköna morgonstund Finns på Wikisource.
- 83 En morgonstjärna, ljus och mild av Philipp Nicolai översatt av Johan Bernhard Gauffin Finns på Wikisource.
- 84 Se, natten flyr för dagens fröjd Finns på Wikisource.
- 85 Så högt har Gud, oss till stor fröjd
- 86 Fröjdas, vart sinne Finns på Wikisource.
- 87 Var man må nu väl glädja sig Finns på Wikisource.
- 88 Till Betlehem mitt hjärta
- 89 O du saliga Finns på Wikisource.
- 90 Han är född, den underbare av Ruben Saillens översatt av Erik Nyström
- 91 Ett barn är i dag oss givet översatt av Betty Posse
- 92 Förlossningen är vunnen Finns på Wikisource.
- 93 Ett barn är oss fött av Anders Carl Rutström
- 94 På krubbans strå man lade dig av Erik Gustaf Geijer
- 95 Nu segrar alla trognas hopp Finns på Wikisource.
- 96 Stjärna, som lyste bland morgonens söner av Reginald Heber översatt av Erik Nyström
- 97 Jublen, I himlar av Gerhard Tersteegen Finns på Wikisource.
- 98 Höj dig, min själ av Johan Bernhard Gauffin
- 99 Nu evigt väl, nu evigt väl!

### C. Jesu namn.
- 100 Se, Jesus är ett tröstrikt namn Finns på Wikisource.
- 101 Jesus! Jesus! O, det ordet av Carl Boberg
- 102 O Jesus, hur ljuvt är ditt namn av Nils Frykman Finns på Wikisource.
- 103 Jag vet ett namn så dyrt och kärt Finns på Wikisource.
- 104 Hur ljuvligt klingar Jesu namn Finns på Wikisource.
- 105 O Jesus, ditt namn är ett fäste i nöden av Lina Sandell-Berg
- 106 Det dyra namnet Jesus av Lina Sandell-Berg Finns på Wikisource.
- 107 Tag det namnet Jesus Finns på Wikisource.
- 108 Den store läkaren är här Finns på Wikisource.

### D. Jesu lidande.
- 109 Så älskade Gud världen all Finns på Wikisource.
- 110 Se Guds lamm, det helga, rena Joël Blomqvist
- 111 Guds rena Lamm, oskyldig Finns på Wikisource.
- 112 Den stunden i Getsemane Finns på Wikisource.
- 113 Du går, Guds Lamm, du milda Finns på Wikisource.
- 114 O Jesus, du trädde av August Bohman
- 115 Skåden, skåden nu här alle av Johann Qvirsfeld bearbetad av Andreas Petri Amnelius
- 116 Mänskoson, ditt huvud böjes av B N
- 117 O huvud, blodigt, sårat Finns på Wikisource.
- 118 Han på korset, han allena Finns på Wikisource.
- 119 Din synd, o värld besinna! av Samuel Ödmann
- 120 Se Guds rena Lamm av Paul Petter Waldenström
- 121 Min blodige konung på korsträdets stam Finns på Wikisource.
- 122 Du bar ditt kors, o Jesus mild Finns på Wikisource.
- 123 Ack, göt min frälsare sitt blod av Isaac Watts översatt av Erik Nyström Finns på Wikisource.
- 124 Det flöt en gång från korsets stam översatt av Erik Nyström
- 125 Det skedde för mig Finns på Wikisource.
- 126 Jesus, djupa såren dina
- 127 Se, Jesus burit all vår synd av [[Selma Sundelius-Lagerström]]
- 128 Lovsjungom herren Jesu kärlek av Fredrik Gabriel Hedberg
- 129 Vid Jesu kors, det dyra av Elisabet Cecilia Clephane översatt av Erik Nyström
- 130 Vi tacka dig, o Jesus god av Kristoffer Vischer bearbetad av Jesper Swedberg
- 131 Jesus, du mitt liv, min hälsa Finns på Wikisource.
- 132 Svinga dig, min ande opp av Johann Arndt. Översatt av Christoffer Olofsson Angeldorff Finns på Wikisource.
- 133 Ditt lidande har nått sitt slut av Johan Olof Wallin
- 134 Det är så tyst, han kämpat ut av Carl David af Wirsén
- 135 Till Jesu grav träd stilla fram av Johan Petrus Norberg
- 136 Tack vare dig, o Jesus kär

### E. Jesu uppståndelse.
- 137 Upp, min tunga, att lovsjunga
- 138 Du segern oss förkunnar
- 139 Se, ur sin grav med fröjd står opp av Anders Gustaf Lindqvist
- 140 Han är uppstånden, Frälsaren av Carl Boberg
- 141 Uppstånden är vår Herre Krist Finns på Wikisource.
- 142 Uppstånden är Kristus av Carl Gustaf Cassel Finns på Wikisource.
- 143 Vad ljus över griften Finns på Wikisource.
- 144 Nu kommen är vår påskafröjd Finns på Wikisource.
- 145 Du död, var är din vinning? av August Bohman
- 146 Kristus lever – underbara ord av Selma Lagerström Finns på Wikisource.
- 147 Fröjda dig och sjung, mitt hjärta av Peter Paul Waldenström
- 148 Vid gryende dag Maria begav översatt av Betty Posse
- 149 Halleluja! Han lever än Finns på Wikisource.
- 150 Kristus på korset segrat i döden av Johan Bernhard Gauffin
- 151 Gud ske lov! Han är uppstånden! av Philip Paul Bliss översatt av Erik Nyström

### F. Jesu himmelsfärd.
- 152 Till härlighetens land igen Finns på Wikisource.
- 153 De gyllne portar öppna står av Cecil Frances Alexander. Översatt av Erik Nyström
- 154 Stor och härlig var den dagen av Lina Sandell-Berg
- 155 I himlens tempel, högt och stort av Michael Bruce översatt av Erik Nyström
- 156 O Jesus Krist, vår Frälserman av Fredrik Gabriel Hedberg
- 157 Till ljusets tron och rike av August Bohman

## III.Guds verk genom den Helige Ande.

### A. Guds Ande.
- 158 Nu är det pingst av Carl Boberg och av Lina Sandell-Berg
- 159 Kom, helge Ande, Herre Gud av Johan Olof Wallin Finns på Wikisource.
- 160 Helge Ande, du som är Jesu vänner städse när av Marcus Morris Wells översatt av Erik Nyström
- 161 Kom, Helge Ande, duva ren av Simon Brown översatt av Erik Nyström
- 162 O segerkung, som bor i ljus av August Bohman
- 163 Ande, full av nåde av Johann Franck översatt av Petrus Brask
- 164 Helge Ande, Herre kär av Christopher Wordsworth översatt av Erik Nyström
- 165 O att den elden redan brunne Finns på Wikisource.
- 166 När mitt hjärta fruktar sig av Lina Sandell-Berg
- 167 Helge Ande, kom att mig hugsvala av Anders Gustaf Lindqvist
- 168 Helge Ande ljuva, du som likt en duva av Benjamin Schmolck översatt av Johan Petrus Norberg
- 169 Kom, Helige Ande, jag beder av Lilly Lundequist
- 170 O gode Ande, led du mig Finns på Wikisource.

### B. Guds ord.
- 171 Se, Herrens ord är rent och klart av Wolfgang Dachstein bearbetad av Johan Olof Wallin
- 172 En dyr klenod, en klar och ren Finns på Wikisource.
- 173 Herrens ord, ej finnes din like av Nils Frykman
- 174 Vad är den kraft, vad är den makt av Ernst Moritz Arndt (Ursprung till sång nr 482)
- 175 Tag bibeln med av Carl Boberg
- 176 Vad finns, som stadigt bliver   av Johan Ludvig Runeberg
- 177 Vad helst här i världen bedrövar min själ Finns på Wikisource.
- 178 Pris vare dig, o Jesus huld av Lina Sandell-Berg
- 179 Ditt ord, o Jesus, bliva må av Johan Olof Wallin
- 180 Din sak det är, o Jesus mild av Nikolaus Selnecker bearbetad av Jesper Swedberg
- 181 Jag vet ett ord av Sven Fredén
- 182 Jesus, håll mig blott vid ordet av Lina Sandell-Berg
- 183 Så länge det är dag av Lina Sandell-Berg
- 184 O Gud, behåll oss vid ditt ord av Martin Luther

### C. Kallelse och väckelse.
- 185 Se, öppen står Guds fadersfamn av Lina Sandell-Berg
- 186 Öppet står Jesu förbarmande hjärta vers 2-4 av Abraham Falk övriga verser av Magnus Brynolf Malmstedt Finns på Wikisource.
- 187 Ingen herde kan så leta av Paul Gerhardt översatt av Petrus Brask
- 188 Du betungade själ av Joël Blomqvist
- 189 Lämna dig helt åt Jesus av Joël Blomqvist Finns på Wikisource.
- 190 Vak upp, vak upp, hör upp av Lina Sandell-Berg
- 191 Jesus kär, gå ej förbi mig Finns på Wikisource.
- 192 Kom, Helge Ande, nu som förr av Selma Lagerström
- 193 Dyra själ, har det dig smärtat av Betty Ehrenborg
- 194 Här kommer en främling från fjärran ort av Johan Michael Lindblad
- 195 Har du mod att följa Jesus Finns på Wikisource.
- 196 O Herre, låt din Andes vindar blåsa av Lina Sandell-Berg
- 197 O du, som ännu i synden drömmer av Jöns Nilsson Kullman bearbetad av Charlotte Cecilia af Tibell
- 198 Vem klappar så sakta i aftonens frid av Lina Sandell-Berg
- 199 I den sena midnattsstunden av Arthur Cleveland Coxe översatt av Lina Sandell-Berg
- 200 Hör, hur sabbatsklockan ljuder av Fredrik Engelke
- 201 Jesus står för dörren av Joël Blomqvist
- 202 Var är du? av Lina Sandell-Berg
- 203 Skynda till Jesus, Frälsaren kär! av George F Root översatt av Erik Nyström
- 204 Bröllopet tillrett står av Fanny Crosby översatt av Erik Nyström
- 205 O, låt basunens ljud av Charles Wesley översatt av Jonas Stadling
- 206 Ack hör, min själ av Anders Frans Lundmark
- 207 Frälsningens budskap så nådefullt ljuder av Frans Patrik Ohldin
- 208 Än finns det rum av Horatius Bonar översatt av Erik Nyström
- 209 Jag vet en port som öppen står Finns på Wikisource.
- 210 Ack, hur trofast han älskar dig av Anders Gustaf Lindqvist
- 211 Skall du komma till det rum av Lina Sandell-Berg
- 212 Det givs en tid för andra tider av signaturen B. 1920.
- 213 Se, öppen står Guds fadersfamn av Carl Boberg bearbetning av Erik Nyström
- 214 Har du intet rum för Jesus av Daniel Webster Whittle "El Natan" kallad, översatt av Erik Nyström
- 215 Jesus, full av kärlek, ropar av Swenning Johnsson
- 216 Hör, syndare, ack hör! av Fredrik Engelke
- 217 Herren står vid hjärtats dörr
- 218 Sorgsna hjärta fatta tröst av Fanny Crosby översatt av Erik Nyström
- 219 Våga dig Dristelig Finns på Wikisource.
- 220 Vi brutit upp från syndens land översatt av Erik Nyström berarbetad av Carl Boberg
- 221 O själ, vill du helbrägda bli av Carl Boberg
- 222 Ring i himlens klockor Finns på Wikisource.
- 223 Se, nu är den ljuvliga tiden av Fanny Crosby översatt av Erik Nyström
- 224 Vem som helst kan bli frälst av Nils Frykman Finns på Wikisource.
- 225 En blick uti tron på det dyra Guds Lamm av Amelia Mathilda Hull översatt av Erik Nyström

### D. Omvändelse och nyfödelse.
- 226 Jag bär min synd till Jesus av Horatius Bonar översatt av Erik Nyström Finns på Wikisource.
- 227 Klippa, du som brast för mig Finns på Wikisource.
- 228 Jesus, du, som blodet har gjutit av Eden Reeder Latta översatt av Erik Nyström
- 229 Stilla, ljuvlig, underbar av Peter Lundén
- 230 Här en källa rinner av William Cowper översatt av v. 3 och 5 av Carl Boberg övriga verser av Betty Ehrenborg. Samma text översatt i ytterligare en version i sång nr 124 Det flöt en gång från korset stam. Finns på Wikisource.
- 231 Jag har hört om hur Herren Jesus av Phillip Phillips översatt av Erik Nyström
- 232 Jag behöver dig, o Jesus, till min frälsning och mitt ljus av Frederick Whitfield bearbetad av Carl Boberg Finns på Wikisource.
- 233 Tätt vid korset, Jesus kär av Fanny Crosby översatt av Erik Nyström Finns på Wikisource.
- 234 Alla tvivel bär till Jesus Finns på Wikisource.
- 235 En vän framför andra av Carl Olof Rosenius
- 236 O, djup av barmhärtighet av Francis Bottome översatt av Lilly Lundequist
- 237 Lever du det nya livet av Lina Sandell-Berg
- 238 Ack Jesus, jag längtar att helt bliva din av James Nicholson översatt av Erik Nyström
- 239 Just som jag är, ej med ett strå av Charlotte Elliott översatt av Betty Ehrenborg Finns på Wikisource.
- 240 I Jesus finns frälsning för syndare alla av Carl Boberg
- 241 Om jag ägde allt men icke Jesus av Anna Ölander
- 242 Skingra, Gud, all tvivlets dimma av Johan Åström

### E. Trosvisshet.
- 243 Jesus allt mitt goda är av Ahasverus Fritsch översatt av Jakob Arrhenius
- 244 Jesus är min vän, den bäste av Jakob Arrhenius
- 245 Jesus är mitt liv, min hälsa av Johan Gerdes (Gerdessen) översatt av Stephan Laurentius Muraeus
- 246 I Gud min själ som svan på havet vilar av Carl Boberg
- 247 Jag nu den säkra grunden funnit av Johann Andreas Rothe
- 248 Sant, att fallet överväger av Karl Palmberg
- 249 Jag hörde Jesu milda röst av Horatius Bonar översatt av Erik Nyström
- 250 Vid Jesu hjärta är min vilostad av Carl Boberg
- 251 Vid Jesu hjärta, där är lugnt av Lina Sandell-Berg
- 252 Emedan blodet räcker till av August Östlund
- 253 Nu är jag lycklig i alla skiften av Nils Frykman
- 254 Är det sant, att Jesus är min broder
- 255 Nu allt är väl av Carl Boberg
- 256 Upp min själ, att Herren lova av Alfred Steinmetz
- 257 Stäm upp å nyo samma sång av Philip Paul Bliss översatt av Erik Nyström
- 258 Om någon mig åtspörja vill av okänd svensk författare
- 259 Till Herrens berg är ljuvt att ila av Carl Boberg
- 260 O, vad är väl all fröjd på jorden av Lina Sandell-Berg
- 261 Jag har en vän av Lina Sandell-Berg
- 262 Gud ske lov, min vän han blivit bearbetad av Carl Olof Rosenius
- 263 Så hav nu, själ, ett fröjdfullt sinne av J. P. Aschan
- 264 O, vad sällhet det är av Peter Paul Waldenström
- 265 När ökenvandringen dig synes lång av Selma Lagerström
- 266 Alltid salig, om ej alltid glad av Swenning Johansson
- 267 Har du smakat faderns nåd av Philip Paul Bliss översatt av Erik Nyström
- 268 Hur ljuvt att ha i Gud sin ro av Carl Boberg
- 269 Det är saligt på Jesus få tro
- 270 Min framtidsdag är ljus och lång
- 271 Det är så gott att om Jesus sjunga

## IV.Det kristliga livet.

### A. Jesu efterföljelse.
- 272 Dig, min Jesus, vill jag följa av Joël Blomqvist
- 273 Led, milda ljus av John Henry Newman översatt av Erik Nyström i samarbete med Carl Boberg 1893.  Finns på Wikisource.
- 274 Dyraste Jesus, dig vill jag älska Finns på Wikisource.
- 275 I mänskors barn av Johan Olof Wallin
- 276 Mer helighet giv mig ur Sankeys sånger av Lilly Lundequist Finns på Wikisource.
- 277 Jag gav mitt liv i döden av Frances Ridley Havergal översatt av Erik Nyström
- 278 Jag ville vara så ren, så ren av Nanny Rinman f. Bratt, med signaturen N-y R-n
- 279 Giv, Gud, att ren och samvetsgrann av Johan Olof Wallin
- 280 Jesus, gör mig så till sinnes av Johan Hjertén
- 281 Frälsare, tag min hand av Fredrik Engelke Finns på Wikisource.
- 282 Korset vill jag gärna bära av Erik Nyström
- 283 Jag är din, o Gud
- 284 Gräv ned uti djupet översatt från engelskan
- 285 Var arbetsam, du jordens son! av Johan Olof Wallin
- 286 Bryt allt hos mig, o Jesus, neder Finns på Wikisource.
- 287 O, hur kärleksfull, hur vänlig av Lina Sandell-Berg
- 288 Skapa i mig, Gud, ett hjärta av Johan Olof Wallin
- 289 Intet är fördolt i tiden av August Bohman
- 290 Himlens fåglar hava sina nästen av Lina Sandell-Berg
- 291 Guds Son sig ut i strid beger av Reginald Heber översatt av Erik Nyström
- 292 Jag ser en skara, som går fram av Karl August Herman Myrbäck och bearbetad av Johan Nyström
- 293 Se, huru gott och ljuvligt är av Haquin Spegel bearbetad av Johan Olof Wallin
- 294 O Jesus, tag vård om min tunga av Lina Sandell-Berg
- 295 Vaka själ, och bed av Johan Olof Wallin

### B. Strid och lidande.
- 296 Ingen hinner fram till den eviga ron av Lars Linderoth Finns på Wikisource.
- 297 Den korta stund jag vandrar här av Frans Mikael Franzén Finns på Wikisource.
- 298 Framåt, du Herrens kämpahär av Anders Gustaf Lindqvist
- 299 Varför sörja, varför klaga av Johan Olof Wallin
- 300 Gud har bestämt envar, som tror av Lina Sandell-Berg
- 301 Jesu kära brud av Nils Frykman
- 302 Framåt, uppåt, Kristi kämpe av Fanny Crosby översatt av Erik Nyström
- 303 Upp, kristen, upp till kamp och strid av Johan Åström Finns på Wikisource.
- 304 Herren en segrande fana oss givit av Nils Frykman
- 305 Du sälla folk, som sagt farväl av Joël Blomqvist
- 306 Under herrens aga av Johan Petrus Norberg
- 307 Stilla, o var stilla av Carolina Almqvist bearbetning av Joël Blomqvist
- 308 O Herre, när min pilgrimsfärd översatt av Anders Gustaf Lindqvist
- 309 Från jorden min vandring till himmelen går av Selma Lagerström
- 310 Se uppåt, trötte trängde broder av Carl Boberg
- 311 Sjung, mitt hjärta, sjung! av Anton Wiktor Hellström
- 312 När korsets tyngd min skuldra plågar av signaturen G.
- 313 Ur stormarna ser jag en avlägsen hamn av C. M. Youngquist
- 314 Som hjorten uti middagstiden av Nahum Tate och Nicholas Brady översatt av Erik Nyström
- 315 Vila nu stilla, sargade hjärta av Selma Lagerström
- 316 Giv mig den frid som du, o Jesus, giver av Lina Sandell-Berg Finns på Wikisource.
- 317 Du lilla skara, som är på resa av Joël Blomqvist
- 318 Smärtans stunder ila av H Slowe

### C. Guds barns trygghet.
- 319 Gud är trofast, vare det din borgen av Peter Lundén
- 320 Bergen, de fasta, en gång skola vika v. 1-2 av Joël Blomqvist v.  3 Hjälp mig, o Jesus, att gömma de orden av Lina Sandell-Berg
- 321 Frid, verklig frid, bland jordens synd och strid av Edward Henry Bickersteth, översatt av A. Södersten
- 322 Alla Herrens vägar äro godhet, sanning, trofasthet av Lina Sandell-Berg Finns på Wikisource.
- 323 Var jag går i skogar, berg och dalar av Carl Olof Rosenius Finns på Wikisource.
- 324 Guds namn är ett fäste i nöden av Anders Gustaf Lindqvist
- 325 "Det är jag", så ljöd i natten av Anton Wiktor Hellström
- 326 Tryggare kan ingen vara av Lina Sandell-Berg Finns på Wikisource.
- 327 Jag har den sällhet funnit
- 328 O Herre, min klippa, min salighets borg av William Orcutt Cushing översatt av Erik Nyström
- 329 Jag vilar trygg på klippan av Joël Blomqvist
- 330 Bor Kristus genom tron i mitt hjärta av Lina Sandell-Berg
- 331 Hur gott att ha ett fäste av Carl Boberg
- 332 Trygg i min Jesu armar av Fanny Crosby översatt av Erik Nyström
- 333 Framåt, det går igenom Finns på Wikisource.
- 334 O sällhet stor, som Herren ger Finns på Wikisource.
- 335 Hela vägen går han med mig av Fanny Crosby Finns på Wikisource.
- 336 Jag flyr med allt mitt hjärta av Carl Boberg
- 337 Än är det rum i såren röda av Johan Christoph Schlipalius översatt av Johan Michael Lindblad
- 338 För mig till den klippan höga av Lewis Hartsough
- 339 Blott en dag av Lina Sandell-Berg Finns på Wikisource.
- 340 O, hur lycklig är ej den av Jonas Fredrik Lundgren
- 341 Säll är den själ   av Johan Wilhelm Sarwe
- 342 Herren älskar! av Anton Wiktor Hellström
- 343 O, fröjden er därav av M B Öller
- 344 "Edra namn i himlen äro skrivna!" av Selma Lagerström
- 345 Jag vet en källa av Lina Sandell-Berg
- 346 Min Gud, när jag betänker av Nils Frykman Finns på Wikisource.
- 347 Håll dig vid klippan av Otto Alfred Ottander
- 348 Ändå, ändå! av Eric Bergquist
- 349 Hos Gud är idel glädje av Lina Sandell-Berg Finns på Wikisource.
- 350 Tack, o Jesus, att du ömt oss bjuder av Martha Clausén f. Rasmussen
- 351 En liten stund med Jesus av Lina Sandell-Berg Finns på Wikisource.
- 352 Ack, varföre sörja? av Nils Frykman Finns på Wikisource.
- 353 O Jesus, min Frälsare, endast hos dig
- 354 Om dagen vid mitt arbete av Lina Sandell-Berg Finns på Wikisource.
- 355 Hemåt jag ilar av Nils Frykman
- 356 Frid, Guds frid! av Jacob Thimotheus Jacobsson
- 357 Säll är den, vilkens hjälp Gud är

### D. Änglavård.
- 358 Förrän mänskostämmor hördes av Johan Andreas Cramer översatt av Johan Olof Wallin
- 359 Gud vare tack och ära av Gottfried Wilhelm Sacer översatt av Jesper Swedberg senare bearbetad av Johan Olof Wallin
- 360 Hav tack, du käre Herre av Lina Sandell-Berg signerad D. D. Finns på Wikisource.
- 361 Herrens starka änglar följa av Johan Petrus Norberg
- 362 Gud låter sina trogna här av Georg Reimann översatt av Jesper Swedberg senare bearbetad av Johan Olof Wallin Finns på Wikisource.

### E. Bönesånger.
- 363 O Gud, all sannings källa av Per Olof Nyström Finns på Wikisource.
- 364 Gud, vi anropa dig av Anna Berg
- 365 Jesus, du min själatröst av Charles Wesley översatt av Erik Nyström
- 366 Fader, du, som från din himmel Finns på Wikisource.
- 367 O min Frälsare, jag beder av Theofil Lundmark
- 368 Helige Fader, som din Son oss sände av Erik Nyström
- 369 Gud, som ditt folk med evig nåd bekröner av Matteus Apelles von Löwenstern översatt av Erik Nyström
- 370 Helige Fader, böj ditt öra neder av Joël Blomqvist Finns på Wikisource.
- 371 Jag lyfter mina händer av Jakob Arrhenius Finns på Wikisource.
- 372 Du ser Guds hjärtelag av Johannes Olearius översatt av Gustaf Ållon
- 373 Herre, låt ingenting binda de vingar av Lina Sandell-Berg
- 374 Fader, vi bedja dig av Betty Ehrenborg
- 375 O Jesus kär, min salighetsklippa av Lina Sandell-Berg
- 376 Närmare, o Jesus krist, till dig av Lina Sandell-Berg
- 377 Jesus, du min fröjd och fromma översatt av Jakob Arrhenius Finns på Wikisource.
- 378 Jesus, gör mig nöjd och stilla av Selma Lagerström
- 379 Hjälplös i mig själv av Lina Sandell-Berg
- 380 Jesus, låt din rädda duva av Lina Sandell-Berg
- 381 Lär mig förstå din kärlek av Horatius Bonar översatt av Carl Boberg
- 382 Herre, mitt hjärta av Lina Sandell-Berg
- 383 Herre, böj ditt öra neder
- 384 Gode herde, led och bär oss av Dorothy Ann Thrupp Finns på Wikisource.
- 385 Var stund jag dig behöver av Annie Sherwood Hawks översatt av Erik Nyström
- 386 Herre, fördölj ej ditt ansikte för mig av Lina Sandell-Berg Finns på Wikisource.
- 387 Gudakärlek utan like Charles Wesley översatt av Erik Nyström
- 388 Så tag nu mina händer översatt av Erik Nyström
- 389 Fram en suck sig smyger av Carl Wilhelm Böttiger
- 390 Vik ej ur mitt hjärta av Carl Olof Rosenius
- 391 Träd inför Herren av John Samuel Bewly Monsell översatt av Erik Nyström
- 392 Hjälp oss, svaga av Paul Petter Waldenström
- 393 Herre , tag du in mitt sinne från engelska översatt av Erik Nyström
- 394 Helga min själ och sinn' av Nils Frykman
- 395 Närmare, Gud, till dig av Sarah Flower Adams Finns på Wikisource.
- 396 Tänk en sådan vän som Jesus från engelska översatt av Erik Nyström Finns på Wikisource.
- 397 O du nådens rika källa av Robert Robinson översatt av Erik Nyström och bearbetad av Carl Boberg
- 398 Ack, herre, föröka Din nåd över mig av Philip Paul Bliss översatt av Erik Nyström
- 399 Gud, jag hör hur torra länder av Elizabet Codner f. Harris, översatt av Erik Nyström
- 400 Jesus, du min vän den bäste av Fanny Crosby översatt av Erik Nyström
- 401 Göm mig, Jesus, vid ditt hjärta av Eric Bergqvist v. 3 av Lina Sandell-Berg Finns på Wikisource.
- 402 Upp till Gud ifrån jordens vimmel av J S G
- 403 Dyre Jesus, låt mig vila av Joël Blomqvist
- 404 O du, de ångerfullas hulde vän av Charlotte Elliott översatt av Erik Nyström
- 405 Håll du min hand av Fanny Crosby översatt av Erik Nyström Finns på Wikisource.
- 406 O Jesus, öppna du mitt öga av Lina Sandell-Berg
- 407 Utrannsaka mig, min Gud

### F. Lovsånger.
- 408 Hela världen fröjdens Herran av Johann Franck Finns på Wikisource.
- 409 Nu tacken gud, allt folk av Martin Rinckart översatt av Jesper Swedberg Finns på Wikisource.
- 410 Låtom oss sjunga av Lina Sandell-Berg
- 411 Kom, låtom oss förenas här av Isaac Watts översatt av Gustaf Palmquist
- 412 Stäm in med dem, som prisa Gud av James Montgomery översatt av Erik Nyström
- 413 O Gud och Fader kär översatt från engelskan av Erik Nyström Finns på Wikisource.
- 414 Hav tack, o Gud, för all den nåd av G E Andersson
- 415 Du, Israels helige
- 416 Stå upp, du frälsta barnaskara av Frans Patrik Ohldin
- 417 Upp, själ, och sjung Henry Francis Lyte översatt av Erik Nyström
- 418 Min själ berömmer Gud med fröjd av Carl Boberg
- 419 Loven Herren, loven Herren av Joël Blomqvist Finns på Wikisource.
- 420 Sjungen, syskon, under vägen av Elsa Dionysia Borg
- 421 Tack, o Gud, för vad som varit av August Storm Finns på Wikisource.

### G. Hemlandssånger.
- 422 Till det höga ser mitt öga av Hans Adolf Brorson Finns på Wikisource.
- 423 Till fridens hem, till rätta fadershuset av Agatha Rosenius
- 424 Jag är en gäst och främling av Lina Sandell-Berg Finns på Wikisource.
- 425 Jerusalem, Jerusalem, som ovantill är byggt av Lina Sandell-Berg
- 426 Mitt älskade Jerusalem av Olga Holmén
- 427 Tänk, när en gång den dimma är försvunnen av Wilhelm Andreas Wexels översatt av Carl Olof Rosenius Finns på Wikisource.
- 428 I djupet av mitt hjärta v. 1, 3 och 5 av Hans Adolf Brorson översatt av Clara Ahnfelt, som författat v. 2, 4 och 6. Finns på Wikisource.
- 429 O land, du sälla andars land av Fredrik Gabriel Hedberg Finns på Wikisource.
- 430 Till himlens sälla land vi gå av August Hemberg bearbetad av Erik Jakob Ekman
- 431 Hur ofta mitt öga från jordelivets oro av Carl Boberg
- 432 O, jag vet ett land, där Herren Gud av Mathilde Wiel-Öjerholm bearbetad av Peter Lundén Finns på Wikisource.
- 433 O, jag vet ett land Långt från sorg och strid
- 434 Till det härliga land ovan skyn Finns på Wikisource.
- 435 Jag vet ett land av ljuvt behag av Isaac Watts översatt av Erik Nyström
- 436 O, hur saligt att få vandra av Joël Blomqvist Finns på Wikisource.
- 437 Ett hem hos Gud, o ljuva tröst av Carl Boberg
- 438 Jag längtar till hemmet av Johan Anton Lundström
- 439 Jag är en pilgrim här översatt från engelskan av Lina Sandell-Berg Finns på Wikisource.
- 440 Jag har en fader i det fadersland översatt från engelska av okänd författare och översättare
- 441 Till hemmet där ovan sig sträcker min själ av Peter Lundén
- 442 Jag längtar från jorden till himmelens ro av Erik Jakob Ekman
- 443 O, jag vet ett land av Johannes Elfström
- 444 Från jordens dalar, dess flärd och grus av Frans Patrik Ohldin
- 445 Det finns ett hem av Erik Adolf Edgren bearbetad av Carl Boberg Finns på Wikisource.
- 446 Vi tala om himmelens fröjder av Elizabeth King-Mills. Översatt av Erik Nyström Finns på Wikisource.
- 447 Din jaspismur, de gators guld av Isaac Watts översatt av Eric Bergqvist Finns på Wikisource.
- 448 Jag höjde mig i tron så glad
- 449 Till fridens hem, Jerusalem
- 450 Jag är en främling här av Joël Blomqvist
- 451 O kära hem, där jag en gång av Erik Jakob Ekman
- 452 I främmande land en pilgrim jag går av Nils Frykman
- 453 O, sälla tid, när jordens strider tystna av Carl Boberg
- 454 Hemma, hemma! av Carl Boberg
- 455 Hemma, hemma få vi vila av Lina Sandell-Berg
- 456 Fast jag genom mörka dalen måste gå av Philip Paul Bliss
- 457 En liten tid, och striden snart skall sluta
- 458 En lite tid, o ljuva hopp! av Anton Wiktor Hellström
- 459 Ack sälla stund jag efterlängtar Finns på Wikisource.
- 460 Jag vet ej, när klockan för mig skall slå av Philip Paul Bliss översatt av Erik Nyström
- 461 Tänk, när en gång vi komma hem av Fredrik Engelke
- 462 När natten försvinner från skuggornas land bearbetad av Joël Blomqvist
- 463 Hur ljuvligt mången gång översatt från engelska av okänd författare och översättare
- 464 Jag tänker så gärna på himlens land
- 465 Se, vi gå uppåt, till Jerusalem av Lina Sandell-Berg
- 466 Vad har min Jesus gjort för mig Finns på Wikisource.
- 467 Hem jag längtar, ack, här ute av Johan Baptist von Albertini översatt av Magnus Brostrup Landstad
- 468 Dit upp ovan skyn vill jag fara av Peter Lundén
- 469 När jag från Pisgas höjder
- 470 Till himlen står min längtan all av Gustaf S-th
- 471 O Jesus kär, när vill du hämta mig av Nils Frykman Finns på Wikisource.
- 472 På Sions berg där står ett slaktat Lamm Finns på Wikisource.
- 473 Över bergen, bortom haven av Carl Boberg
- 474 Jag blott väntar, tills det dagas av Selma Nygren
- 475 Högt över tidens storm och strid
- 476 Jag är så nöjd, jag är så glad av Nils Frykman
- 477 O Jesus, kommer du ej snart av Joël Blomqvist
- 478 O strålande krona, som väntar mig där av Jonathan Bush Atchinson
- 479 En gång, en gång, en gång skall något härligt hända av Anders Carl Rutström
- 480 Bida blott, bida blott av Lina Sandell-Berg Finns på Wikisource.
- 481 Jag är främling, jag är en pilgrim av Mary Stanley Bunce Dana-Shindler översatt av Betty Ehrenborg och bearbetad av Carl Olof Rosenius Finns på Wikisource.
- 482 Var är en kristens fosterland av Carl Boberg
- 483 Det står Guds folk en sabbatsvila åter av Jonas Fredrik Lundgren

## V.Guds rike och församlingen.

### A. Guds rike.
- 484 Din spira, Jesus, sträckes ut av Frans Michael Franzén Finns på Wikisource.
- 485 Tillkomme ditt rike av Lina Sandell-Berg Finns på Wikisource.
- 486 Ditt ord, o Jesus, skall bestå av Lina Sandell-Berg Finns på Wikisource.
- 487 O Gud, din tron, ditt rike står av August Bohman

### B. Guds församling.
- 488 Hur ljuvt det är att komma av Johan Ludvig Runeberg Finns på Wikisource.
- 489 Ur från världens villa tagen av Johan Petrus Norberg
- 490 Med gud och hans vänskap av Carl Olof Rosenius
- 491 Lammets folk och Sions fränder v. 1-3, 5 av Anders Carl Rutström. V. 4 okänd författare. Finns på Wikisource.
- 492 Ljuva äro dina gårdar av Henry Francis Lyte. Översatt av Erik Nyström.
- 493 De trognas syskonband
- 494 Måste ock av törnen vara
- 495 Det är så ljuvt att i syskonringen av Anders Gustaf Lindqvist

### C. Dop.
- 496 O Fader, sänd din Ande neder av Andreas Fernholm
- 497 O Gud, som oss din fadersfamn av John Samuel Bewly Monsell. Översatt av Erik Nyström.
- 498 Som morgonstjärnan genom natten av Johan Petrus Norberg och Carl Boberg.
- 499 O Jesus, oss bevara av Carl Boberg
- 500 Jesu, du, som i din famn av Benjamin Schmolck. Översatt av Severin Cavallin.

### D. Herrens nattvard.
- 501 O Jesus, än de dina av Frans Michael Franzén Finns på Wikisource.
- 502 O Guds Lamm, som borttager världens synder
- 503 Vår store konung Översatt från engelska av Erik Nyström.
- 504 Vad röst, vad ljuvlig röst jag hör av Johan Olof Wallin
- 505 Gode herde, samla fåren av Fredrik Engelke
- 506 Jag vill i denna stund av Johannes Olearius. Översatt av Jesper Swedberg.
- 507 Jesus, låt mig aldrig glömma av Johan Petrus Norberg
- 508 Hur kan jag glömma honom av Christian Gottlob Kern
- 509 Offerlamm, för oss på korset dödat av Carl Boberg
- 510 Jesus är min hägnad av Johann Franck och bearbetad av Johan Schmedeman.
- 511 Vad kraft och fröjd det hjärtat ger av Carl Boberg
- 512 Jesus, min Frälsare av Johan Petrus Norberg
- 513 O Jesus Krist, min Frälsare
- 514 O käre Fader, oss välsigna av Simo Korpela
- 515 Tack, o Jesus, att vi åter
- 516 O du, min ädla skatt av Johann Heermann. Översatt av Johannes Petræus.
- 517 Upp, min själ, min mun och tunga av Johann Franck

### E. Herrens dag.
- 518 Sabbatsdag, hur skön du är av Joël Blomqvist Finns på Wikisource.
- 519 O dag av ro och vila av Christopher Wordsworth. Översatt av Erik Nyström.
- 520 Se, veckans gyllne port går opp av Carl Boberg
- 521 Sköna sabbatsmorgon, vad jag älskar dig av Lina Sandell-Berg
- 522 Den kära vilodagen av Erik Nyström
- 523 Brist ut, min själ, i lovsångs ljud av Fanny Crosby Översatt av Erik Nyström. Finns på Wikisource.
- 524 Sabbatsmorgon stilla av H Råbergh

### F. Ordets predikan.
- 525 O Jesus Krist, dig till oss vänd av Wilhelm II av Sachsen-Weimar
- 526 Herre, giv en stilla ande
- 527 Ack, saliga stunder av Clara Ahnfelt Finns på Wikisource.
- 528 Kom, o Gud, välsigna av Erik Nyström
- 529 O Fader vår, barmhärtig, god av Olaus Petri Finns på Wikisource.
- 530 Kom, huldaste förbarmare av Anders Carl Rutström Finns på Wikisource.
- 531 Ack Herre, hör min röst av Haquin Spegel
- 532 Herre, samla oss nu alla av Lina Sandell-Berg Finns på Wikisource.
- 533 Helige Fader, kom och var oss nära av Jakob Timotheus Jacobsson Finns på Wikisource.
- 534 Helige Fader, Tack, att du åter av Joël Blomqvist
- 535 Samla oss, Jesus, nu i ditt namn av Lina Sandell-Berg
- 536 Giv oss än en nådestund
- 537 Kom, Jesus, du vår sällhets grund av Nils Frykman
- 538 Herre Jesus, när du sade av Nils Frykman
- 539 Giv oss, o Gud, din Ande god av Laurentius Jonae Gestritius. Bearbetad av Jesper Swedberg. Finns på Wikisource.
- 540 Helige Ande, oss benåda Översatt från norska av Johan Petrus Norberg
- 541 O människa, det är dig sagt av Johan Olof Wallin Finns på Wikisource.
- 542 Här samlas vi omkring ditt ord Översatt från danska av Erik Nyström.
- 543 Herre Jesus, var oss nära av Anders Gustaf Lindqvist
- 544 Herre, se din lilla skara av Fredrik Engelke
- 545 Herre, jag önskar av hjärtat
- 546 O Gud, din Ande till oss sänd av Johan Petrus Norberg
- 547 Hav tack, käre Jesus, för ordet
- 548 O Jesus, ditt ord är vårt ljus av August Bohman

### G. Inre mission.
- 549 Lyft den högt, den vita fanan av Carl Boberg
- 550 Du som av kärlek varm av Sylvanus Dryden Phelps Finns på Wikisource.
- 551 Verka, ty natten kommer av Erik Nyström
- 552 Rädda de döende av Fanny Crosby. Översatt av Erik Nyström Finns på Wikisource.
- 553 Bjud dem in av Anna Shipton. Översatt av Erik Nyström
- 554 I Guds stora vingård av Fredrik Engelke
- 555 O, säg ett ord om Jesus av Fanny Crosby. Översatt av Fredrik Engelke.
- 556 Säg mig, o Broder av Erik Nyström
- 557 Hör, hur Herren Jesus ropar av Daniel Marsch. Översatt av Erik Nyström
- 558 Giv mig den tro av Charles Wesley. Översatt av Erik Nyström
- 559 Till verksamhet för Kristi skull av Lina Sandell-Berg
- 560 Evigt strålar Faderns kärlek av Philip Paul Bliss. Översatt av Erik Nyström Finns på Wikisource.
- 561 Gör det lilla du kan av Lina Sandell-Berg
- 562 O, min tanke flyr hän av Eliza Edmunds Hewitt
- 563 Vad är all lust på jorden av Natanael Beskow
- 564 Vår store Gud gör stora under av Nils Frykman Finns på Wikisource.

### H. Ungdomsmission.
- 565 Jesus, dig jag hjärtat giver av Frans Michael Franzén
- 566 Gud, i mina unga dagar Finns på Wikisource.
- 567 Jesus, låt din kärleks låga av August Bohman
- 568 Herre jag beder av Lina Sandell-Berg Finns på Wikisource.
- 569 Som daggens pärlor glöda Finns på Wikisource.
- 570 Låt synden ej råda av Horatio Richmond Palmer. Översatt av Erik Nyström. Finns på Wikisource.
- 571 Tag vara på din ungdom av Carl Boberg
- 572 Lev för Jesus, intet annat av Lina Sandell-Berg Finns på Wikisource.
- 573 De fly så snart, de ljusa morgonstunder av Jonas Stadling
- 574 Kan du giva ditt hjärta för tidigt åt Gud av Lina Sandell-Berg Finns på Wikisource.
- 575 I den ljusa morgonstunden av Lina Sandell-Berg Finns på Wikisource.
- 576 Medan allting ler och blommar av Lina Sandell-Berg Finns på Wikisource.
- 577 Du arma barn, som irrar av Selma Lagerström
- 578 Giv din ungdomsdag åt Jesus av Lina Sandell-Berg med tillägg 'Mtls.' Finns på Wikisource.
- 579 Ljuvligt uti livets vår av Johan Bernhard Gauffin
- 580 Ungdom i världen av Alexander Leonard Kullgren Finns på Wikisource.
- 581 Värj din tro, din ungdoms krafter av Christoffer Hansen. Översatt av Anna Ölander
- 582 Kom i din ungdoms dagar av Lina Sandell-Berg
- 583 Härliga lott att i ungdomens dagar av Carl Boberg
- 584 I livets vår hur skönt att få av Lina Sandell-Berg Finns på Wikisource.
- 585 Stå upp, stå upp för Jesus av J. George Duffield. Översatt av Erik Nyström. Finns på Wikisource.
- 586 Se den skimrande daggen i morgonens ljus av August Bohman
- 587 Har du börjat, o, se ej tillbaka av Charlotte Cecilia af Tibell
- 588 Ungdom i livets vår av Anna Ölander Noter
- 589 Ungdom, som går ut i världen av Lina Sandell-Berg Finns på Wikisource.
- 590 Upp, kamrater, se baneret av Philip Paul Bliss
- 591 Strid för sanningen av W. F. Sherwin. Översatt av Erik Nyström.
- 592 I livets ljusa morgonstund av August Bohman
- 593 Över segerfurstens här av Carl Boberg

### I. Barnamission.
- 594 Se, mild och ljuvlig herden står av Philip Doddridge. Översatt av Erik Nyström.
- 595 Samlen dem alla av Lina Sandell-Berg
- 596 Jesus, i din vård vi ge av Frans Michael Franzén
- 597 Ett litet barn i mänskoskrud av William Robertson Översatt av Erik Nyström.

### J. Yttre mission.
- 598 O Herre Krist, din stjärna står av Vilhelm Birkedal. Översatt av Erik Nyström.
- 599 Så långt som havets bölja går av Carl Wilhelm Skarstedt
- 600 Du, som med mäktigt ord av John Marriott. Översatt av Erik Nyström.
- 601 Re'n bådar morgonstjärnan av Samuel Francis Smith. Översatt av Erik Nyström.
- 602 Ditt ljus, o Helge Ande, tänd av Carl Wilhelm Skarstedt
- 603 Väldigt går ett rop över land, över hav av Natanael Beskow
- 604 Från hav till hav, kring jorden all av Isaac Watts. Översatt av Erik Nyström.
- 605 Till polens kalla gränser av Reginald Heber. Översatt av Betty Ehrenborg-Posse. Finns på Wikisource.
- 606 Kom, Helge Ande, du som tände av Karl Heinrich von Bogatzky. Översatt av Erik Nyström.
- 607 Tusen, tusen själar sucka av Lina Sandell-Berg
- 608 Seklernas väkter så dröjande skrida av Olga Holmén
- 609 Hednavärldens långa natt av Joël Blomqvist

### K. Israelmission.
- 610 Du, som hörer böner
- 611 Tänk på ditt Israel av Lina Sandell-Berg
- 612 Du Abrahams folk av Selma Lagerström
- 613 Du ljusets kämpaskara av Ludvig Philipsson
- 614 Fader, förbarma dig av Hedvig Posse
- 615 Som böljor tidevarven rulla
- 616 Vattuströmmar skola flyta av Marie Sophie Herwig. Översatt av Axel Fredrik Runstedt.
- 617 Vår Gud skall snart sitt Israel förlossa av Lars Jakob Stenbäck. Bearbetad av Joël Blomqvist.

### L. Sjömansmission.
- 618 Upprört, mörkt är ofta havet av Carl Boberg
- 619 Herre, skall på stormigt hav av Edward Hopper. Översatt av Joël Blomqvist.
- 620 O Gud, vår Gud! på hav och land av Horatius Bonar. Översatt av Carl-Gösta Lagerfelt
- 621 Jesus, giv eld i vart hjärta av Gustav Aagaard. Översatt av Märta Lagerfelt.
- 622 Om Jesus med i skeppet är av Assar Lindeblad. Bearbetad av Johan Alfred Eklund.
- 623 När ut ifrån den lugna hamn av Jakob Henrik Roos

### M. Missionärens utsändning.
- 624 Rikt välsignade nu varen av Karl Johann Philipp Spitta
- 625 Genom lidande till seger av Hedvig Posse Finns på Wikisource.
- 626 Herre, dig vi anbefalla av Thomas Kelly. Översatt av Erik Nyström.
- 627 Gud välsigne er, I kära av Anders Gustaf Lindqvist
- 628 Glad och oförfärad gå av Ernst Christian Richardt

### N. Invigning av församlingshus.
- 629 Härligt ljude högtidssången av Karl August Herman Myrbäck
- 630 Pris vare dig, o Gud! av Samuel Ödmann
- 631 O Herre, låt din ära av Jakob Byström
- 632 Kom, Frälsare, och var oss när av William Cowper

### O. Välkommen och farväl.
- 633 Kom in, du Guds välsignade av James Montgomery. Översatt av Erik Nyström.
- 634 Välkommen var i Jesu namn av James Montgomery
- 635 O, farväl, I vänner kära av Fredrik Engelke Finns på Wikisource.
- 636 Vi få mötas i Eden en gång av W. W. Whitney. Översatt av Erik Nyström i denna psalmbok. Finns också i en översättning av Lilly Lundequist. Finns på Wikisource.

## VI.Vid särskilda tillfällen.

### A. Bröllop och familjefester.
- 637 Hur skön är bröllopsstunden av Carl Boberg
- 638 Gud, se i nåd till dessa två av Johan Ludvig Runeberg Finns på Wikisource.
- 639 Guds nåd och frid, o, vile den
- 640 Gud, välsigne dessa hjärtan av Johan Olof Wallin
- 641 Välsigna, Gud, de makar två under rubriken "Vid silver- och guldbröllop"
- 642 Låt oss sjunga om vår moder av Carl Boberg, under rubriken "På Mors dag".
- 643 Säg, var finns en röst, som klingar av August Bohman

### B. Hälsa och sjukdom.
- 644 Du, all hälsas källa av Olof Kolmodin. Bearbetad av Johan Olof Wallin. Finns på Wikisource.
- 645 Hälsans gåva, dyra gåva av Johan Olof Wallin
- 646 Hemlandstoner mäktigt ljuda av Carl Axel Torén
- 647 När dödens natt min själ förskräcker av Erik Nyström

### C. Begravning
- 648 Jag går mot döden var jag går av Hans Adolf Brorson. Översatt av Johan Olof Wallin Finns på Wikisource.
- 649 Saliga de som ifrån världens öden av Zacharias Topelius Finns på Wikisource.
- 650 Nu skuggornas flor av Carl Boberg
- 651 Sov gott, vår vän! av Sarah Doudney. Översatt av Erik Nyström
- 652 Stilla, o stilla, slumra i ro av Jonas Fredrik Lundgren
- 653 Lägg det kära stoftet av John Samuel Bewly Monsell. Översatt av Erik Nyström.
- 654 Lycklig du, som re'n fått lämna av Joël Blomqvist
- 655 Mot gravens djup vi ila av Nikolai Frederik Severin Grundtvig
- 656 Slutad är striden av Jacob Thimoteus Jacobsson
- 657 Hur snart försvinner vår levnad här! av Carl Boberg
- 658 När omkring dig träden fälla Bearbetad av Johan Petrus Norberg
- 659 Ljuvt slumra blomstrens knoppar av Carl Boberg
- 660 Till jordens kust de ljusa änglar ila av Carl Boberg
- 661 Skola vi väl alla mötas Finns på Wikisource.
- 662 En ängel, osedd, ned till jorden svävar av Johan Mikael Lindblad
- 663 Om tidens ström så snart förrinner

### D. Morgon och afton.
- 664 Herrens nåd är var morgon ny av Lina Sandell-Berg Finns på Wikisource.
- 665 Morgonrodnan mig skall väcka av Johan Olof Wallin
- 666 Den signade dag Från medeltiden. Bearbetad av Johan Olof Wallin
- 667 Ljus av ljus, o morgonstjärna av Martin Opitz
- 668 Nu klingar fåglarnas morgonvisa av Carl Boberg
- 669 Giv mig i dag, o Herre kär
- 670 Pris vare Gud som låter av Johan Olof Wallin
- 671 Din klara sol går åter opp av Johan Olof Wallin Finns på Wikisource.
- 672 Förläna mig din Andes nåd av Haquin Spegel
- 673 Som den trötta duvan flyger av Carl Boberg
- 674 Så går en dag än från vår tid av Johan Friedrich Hertzog. Översatt av Johan Olof Wallin Finns på Wikisource.
- 675 Skönt det är i kvällens timma av Eric Bergqvist Finns på Wikisource.
- 676 Vad jag i dag har syndat av Paul Gerhardt. Översatt av Haquin Spegel.
- 677 Bred dina vida vingar av Lina Sandell-Berg Finns på Wikisource.
- 678 Solen sjunker, dagen gliderav Carl Boberg
- 679 Nu är en dag framliden av en svensk 1600-talsförfattare. Bearbetad av Jesper Swedberg Finns på Wikisource.
- 680 Aftonsolen sjunker bakom bergen av Anders Gustaf Lindqvist
- 681 Tusen, tusen stjärnor glimma
- 682 Jag är så glad, när jag får gå av Ingrid Palm
- 683 Bliv kvar hos mig - se dagens slut är när av Henry Francis Lyte. Översatt av Erik Nyström. Finns på Wikisource.
- 684 När dagen lyktat har sin gång
- 685 Jag i tysta skuggors timmar av Erik Lindschöld. Bearbetad av Johan Olof Wallin

### E. Årstiderna
- 686 Vak upp, mitt hjärta, prisa Gud av Zacharias Topelius
- 687 Se, vintern är förliden av Richard Friederich Littledale. Översatt av Erik Nyström.
- 688 Nu är det vår av Erik Nyström
- 689 Din klara sol, o Fader vår av Johan Ludvig Runeberg
- 690 Den blomstertid nu kommer av Israel Kolmodin Finns på Wikisource.
- 691 Se, kring hav och länder av William Walsham How. Översatt av Erik Nyström.
- 692 I denna sköna sommartid av Paul Gerhardt Finns på Wikisource.
- 693 Vi tacka dig, o Fader kär av Olga Kullgren
- 694 O världars Gud av Johan Olof Wallin
- 695 Pris ske Gud, vår bön är hörd av Henry Alford. Översatt av Erik Nyström.
- 696 Till dig, o Gud, vårt lov skall gå av August Bohman
- 697 Djupt sjunker året i sin gång av Casper Johannes Boye. Översatt av Erik Nyström. Finns på Wikisource.
- 698 Hur härligt vittna land och sjö av Zacharias Topelius Finns på Wikisource.

### F. Årsskifte
- 699 I ditt dyra namn, o Jesus av Lina Sandell-Berg
- 700 Giv, o Jesus, fröjd och lycka av Johannes Rist i bearbetning av Petrus Brask.
- 701 I Jesu namn vi börja ännu ett nådens år av Lars Erik Högberg Finns på Wikisource.
- 702 Förnya, Gud, vårt sinne av Haquin Spegel. Bearbetad av Johan Olof Wallin.
- 703 Låt mig börja med dig av Lina Sandell-Berg Finns på Wikisource.
- 704 De fly, våra år av Lina Sandell-Berg Finns på Wikisource.
- 705 Härlig är jorden av Bernhard Severin Ingemann. Översatt av Erik Nyström. Finns på Wikisource.
- 706 Snabbt som en fågel i skogen av Selma Lagerström
- 707 Fröjdebud, fröjdebud av Selma Lagerström
- 708 Se, tidens timglas sjunker av Anne Ross Cousin född Cundell. Översatt av Erik Nyström. Finns på Wikisource.
- 709 När den arma jordens tid förgår av Lars Jakob Stenbäck och berabetad av Carl Olof Rosenius Finns på Wikisource.
- 710 O gud, min Gud, jag prisar dig av Nils Frykman

## VII.Konungen och fädernesland.
- 711 Vårt fosterland, vårt land i nord
- 712 O konung, över alla stor Finns på Wikisource.
- 713 Ära ske Herren, ja Herren allena ske ära Finns på Wikisource.
- 714 Välsigna, Gud, vårt fosterland Finns på Wikisource.
- 715 Bevara, Gud, vårt fosterland Finns på Wikisource.
- 716 Gud, välsigna och beskydda Finns på Wikisource.
- 717 Till ett folks lycksalighet Finns på Wikisource.
- 718 Höj din sång i toner klara Finns på Wikisource.
- 719 Herre, dig i nåd förbarma! Finns på Wikisource.
- 720 Fridens Gud, oss frid förläna Finns på Wikisource.

## VIII.Nykterhet.
- 721 Herre, lär oss bedja, vaka av Edvard Evers senare barbetad av Johan Alfred Eklund
- 722 Vak upp och bed om kraft och mod av Johan Olof Wallin
- 723 O du, som ännu sorglöst leker
- 724 Var är ve, var är sorg av Lina Sandell-Berg.
- 725 Upp att strida ljusets strider
- 726 Upp att strida, upp att kämpa

## IX.De yttersta tingen.

### A. Kristi återkomst
- 727 Herre Jesus, dina trogna av Erik Nyström
- 728 Jag kommar snart, har Jesus sagt av Selma Lagerström
- 729 Se, han kommer uti höjden av Charles Wesley, bearbetad av John Cennick. Översatt av Erik Nyström
- 730 Vilken härlig syn Finns på Wikisource.
- 731 Det lider mot den sälla tid av Nils Frykman
- 732 Om han komme i dag av Lina Sandell-Berg
- 733 Han kommer, vår Jesus, välsignade tröst av Joël Blomqvist
- 734 Nattens skuggor sakta vika av Nils Frykman Finns på Wikisource.
- 735 När han kommer, när han kommer Finns på Wikisource.
- 736 Snart randas en dag av Andrew L. Skoog
- 737 Vid basunens ljud Finns på Wikisource.
- 738 Från jordens mörker och från tidens tvång

### B. Uppståndelse och dom.
- 739 "Vaken upp!" en stämma bjuder av Philipp Nicolai översatt av Johan Olof Wallin Finns på Wikisource.
- 740 O mänska, till en Fader kom av Georg Marci bearbetad av Johan Olof Wallin
- 741 O store Gud, vad mäktig syn av Erik Nyström
- 742 Jag skall sova, men ej evigt av Mary Ann Kidder (född Pepper). Översatt av Erik Nyström
- 743 O Gud, gå ej till doms med mig av August Bohman

### C. Det eviga livet.
- 744 Så skön går morgonstjärnan fram av Johan Olof Wallin Finns på Wikisource.
- 745 I hoppet sig min frälsta själ förnöjer av Elle Andersdatter Finns på Wikisource.
- 746 Snart skola nattens skuggor fly av Selma Lagerström.
- 747 En morgon utan synd jag vakna får av Charlotta Cecilia av Tibell Finns på Wikisource.
- 748 I himmelen, i himmelen av Laurentius Laurinus, texten bearbetad av Johan Åström Finns på Wikisource.
- 749 Vem är skaran, som syns glimma av Carl Boberg
- 750 Vem är den stora skaran där av Gustaf Lewenhaupt Finns på Wikisource.
- 751 Vilken är den stora skara av Heinrich Theobald Schenk Finns på Wikisource.
- 752 Den stora vita här i skyn av Hans Adolf Brorson texten bearbetad av Johan Emanuel Linderholm Finns på Wikisource.
- 753 Hur blir det oss då Wie wird uns sein av Karl Johann Philipp Spitta
- 754 O, vad salighet Gud vill skänka av Lars Jacob Stenbäck
- 755 Jag vill sjunga en sång av Ellen Gates född Huntington. Översatt av Lina Sandell-Berg Finns på Wikisource.
- 756 Snart ligger bojan krossad av Johan Olof Wallin
- 757 Himlen är mitt hem av Anders Gustaf Lindqvist
- 758 Ack saliga hem hos vår Gud av De Witt Clinton Huntington. Översatt av Erik Nyström. Finns på Wikisource.
- 759 Låt mig gå av Gustav Friedrich Ludwig Knak
- 760 O, att få hemma vara av Florence Catherin Armstrong. Översatt av Erik Nyström.
- 761 Snart gå evighetens portar av Selma Lagerström
- 762 Vad det blir gott att landa av Hans Adolph Brorson. Översatt av Johan Michael Lindblad
- 763 Vilka äro dessa, som vid flodens strand av okänd engelsk författare
- 764 När Herren Sions fångar skall förlossa av Johan Bernhard Gauffin
- 765 Har du hört om min Faders hus av James Nicholson (psalmförfattare). Översatt av Erik Nyström.

## X.Slutsånger.
Dessa sånger utgör i flera fall bara en eller ett par verser ur den angivna författarens ursprungliga sångtext.
- 766 O du, som gav ditt liv för fåren Finns på Wikisource.
- 767 Kom, Jesus, du min Frälserman Finns på Wikisource.
- 768 Ack, lär oss, Gud, med fröjd och flit Finns på Wikisource.
- 769 O Jesus, värdes mig ledsaga Finns på Wikisource.
- 770 O Jesus, giv, att barnslig tro Finns på Wikisource.
- 771 Ack, Herre Jesus, hör min röst Martin Luther översatt av Olaus Martini
- 772 Salig, salig den, som kände av Johan Olof Wallin Finns på Wikisource.
- 773 Med oss är Herren Sebaot av Sebaldus Heyd översatt av Johan Olof Wallin Finns på Wikisource.
- 774 Skriv i mitt hjärta in
- 775 När jag i tron min Jesus ser Finns på Wikisource.
- 776 Gud allsvåldig vare ära! av Johan Petrus Norberg
- 777 Herre, signe du och råde
- 778 Behåll oss, Herre, vid det hopp
- 779 Amen sjunge var tunga! Finns på Wikisource.
- 780 Gud, dig allena vare pris och ära Finns på Wikisource.
- 781 Vår Herre Jesu Kristi nåd Finns på Wikisource.
- 782 Herren vare tack och lov!

### Fotnoter
1. ↑  ”Svenska missionsförbundets sångbok” (på engelska). Worldcat. 11 mars 1920. https://www.worldcat.org/title/svenska-missionsforbundets-sangbok-sanger-och-psalmer-till-enskilt-och-offentligt-bruk/oclc/185424889&referer=brief_results. Läst 16 oktober 2017.
2. ↑  ”Svenska missionsförbundets sångbok” (på engelska). Worldcat. 11 mars 1920. https://www.worldcat.org/title/svenska-missionsforbundets-sangbok-sanger-och-psalmer-till-enskilt-och-offentligt-bruk/oclc/71663766&referer=brief_results. Läst 16 oktober 2017.